# Nová scéna (Bratislava)
Divadlo Nová scéna je profesionální umělecké těleso, slovenské repertoárové divadlo nacházející se v centru Bratislavy v Živnostenském domě. Hrají se zde především muzikály a komedie.
Nová scéna byla založena 30. listopadu 1946, až do roku 1951 patřila do svazku Slovenského národního divadla. Členy jeho souboru byly mnohé významné herecké, režisérské, pěvecké, muzikantské a taneční osobnosti.
V současnosti má Nová scéna na repertoáru tituly jako například West Side Story, Limonádový Joe, Neberte nám princeznú!, Šumař na střeše, Mrazík, komedie Šialené nožničky a Ještě jeden do party a taneční Carmen.
Sídlí v Bratislavě v Živnostenské ulici č. 1 a na Kollárově náměstí, kde i je vchod do tohoto divadla.